# 趣里
趣里（日语：／ Shuri，1990年9月21日—），本名：水谷趣里（日语：／ Mizutani Shuri），日本女演員，東京都出身。

## 經歷
趣里自4歲開始於井上芭蕾舞團學習古典芭蕾舞，小學五年級時看了《胡桃鉗》後心生嚮往，想成為芭蕾舞者。其後在東京的國際學校就讀三個月後，15歲時通過面試前往英國學習芭蕾舞。但在英國期間因阿基里斯腱（跟腱）斷裂及剝離性骨折，醫生告知無法再像之前那樣跳舞，趣里因而為了治療返回日本。透過高中同等學歷考試後繼續在大學就讀，並一邊復健，但重拾練習後還是無法回到同等程度，因此放棄成為一名職業芭蕾舞者的夢想。其後在打工生活中報名參加了塩屋俊主導的演技學校，在演技課中體會到演戲的樂趣。加上從小觀看父母演出的電視劇等，開始對演戲產生興趣，並在塩屋俊的鼓勵下決定往演員之路發展。
2011年，透過試鏡演出話題連續劇《三年B組金八先生》SP，在劇中飾演暗戀金八老師的女學生。2014年6月，加入劇團「オーストラ・マコンドー」。
2017年4月，演出連續劇《反轉》，劇中妻子角色引起注目。同年11月，初次主演連續劇《過失爭奪戰》。
2018年4月，在《黑色止血鉗》劇中「小貓」一角的存在感獲得好評，並以此劇獲得「CONFiDENCE日劇大獎」最佳新人獎。
2016年演出NHK晨間劇大姊當家，2023年演出NHK晨間劇布基烏基擔任主演，以32歲之齡創下NHK晨間劇最大年紀擔任主演的紀錄。

## 人物
父親為日本知名警探劇《相棒》系列演員水谷丰，母親為前糖果合唱團成員兼演員伊藤兰，趣里為獨生女。

## 戲劇作品

### 電視劇
- 3年B組金八先生 完结篇「最后的赠言」（2011年3月24・27日，TBS） - 柴崎茜
- 再见我们的幼儿园（2011年3月30日，日本電視台） - 畠田史奈
- 神南署安积班 シリーズ4〜正義の代償〜 第1話（2011年4月11日，TBS） -
- IS 上帝的惡作劇（2011年7月18日 - 9月19日，東京電視台） - 山田樹里亜
- 光之壁画（2011年10月1日，朝日電視台） - 野島春子
- D×TOWN「ボクらが恋愛できない理由」（2012年6月1日 - 6月22日，東京電視台） - 遠藤香奈子
- 青山One Seg开发 ビデオチャットドラマ 三つの告白「記憶」（2013年10月11日，NHKワンセグ2）[9]
- 歌謡曲の王様伝説 阿久悠を殺す（2013年12月22日，NHK BS Premium）
- 37.5℃的眼淚（2015年7月9日 - 9月17日，TBS） - 町井里沙
- 与妻共飞的特攻兵（2015年8月16日，朝日電視台） - 藤田真知子
- 东京西城物语（2015年12月2日，NHK BS Premium） - 梅千代
- 植物男子阳台星人 我的冬季特别篇 第2夜（2015年12月28日，NHK BS Premium） -
- 山本周五郎人情時代劇 第7話「初蕾」（2016年1月5日，BS Japan） -
- 我的家裡空無一物（2016年2月6日 -  3月12日，NHK BS Premium） - 菊池
- NHK晨間劇（NHK）
  - 大姊當家（2016年8月） - 藤ヶ谷（大塚）寿美子
  - 布基烏基（2023年10月2日 - 2024年3月29日） - 主演・花田（福来）鈴子
- 只想住在吉祥寺嗎? 第2話（2016年10月21日，東京電視台） - 今村貴子
- こんにちは，女優の相楽樹です。 第3話（2017年3月21日，東京電視台） - 店員・田中
- 反轉（2017年4月14日 - 6月16日，TBS） - 村井香織
- 山本周五郎時代劇 武士的魂 第2話「晩秋」（2017年4月18日，BS Japan） - 浜野都留
- DEAD STOCK～往未知的挑战～第4話（2017年8月12日，東京電視台） - 轡田奈津美
- 為你而聲（日语：この声をきみに）（2017年9月18日 - 11月17日，NHK） - 熊川絵里
- 京都人秘密的欢愉 Blue研习中（NHK BS Premium） - 上町葉菜
  - 度夏篇（2017年9月30日）
  - 祝う春（2018年4月14日）
- 小荳荳！（2017年10月 - 12月，朝日電視台） - 井川咲子
- 過失爭奪戰（日语：過ちスクランブル）（2017年11月 - 12月，富士電視台TWO） - 主演・君島理沙
- 黑色止血鉗（TBS） - 猫田麻里
  - 第一季（2018年4月22日 - 6月24日）
  - 第二季（2024年7月7日 - 9月15日）
- 我和尾巴與神樂坂（日语：僕とシッポと神楽坂）（2018年10月12日 - 11月30日，朝日電視台） -
- Innocence～冤罪律師（日语：イノセンス 冤罪弁護士）（2019年1月19日 - 3月23日，日本電視台） - 城崎穂香
- 真實的恐怖故事「汲怨のまなざし」（2019年10月12日、富士電視台） -
- 前男友狂（2019年10月17日 - 12月12日、富士電視台） - 加賀千鶴
- 时效警察開始了 第5話（2019年11月15日、朝日電視台） - 村瀬夏歩
- 不协和音 火刑警VS冰检察官（2020年3月15日、朝日電視台） - 宇都宮実桜（女主角）
- 我的家政夫渚先生（2020年7月7日 - 9月1日，TBS） - 福田唯
  - 我的家政夫渚先生 新婚おじキュン! 特別編（2020年9月8日）
- 恐怖绘本 第三季「かがみのなか」（原作：恩田陸）（2020年11月1日、NHK ETV） - 出演・朗読
- Red Eyes 監視搜查班（2021年1月23日 - 3月27日，日本電視台） - 長篠文香
- 距離初體驗還有1小時 第7話（2021年9月3日，MBS / 9月2日，TBS） - 主演・月子
- VoiceII 110緊急指令室 最終話（2021年9月25日，日本電視台） - 神秘女子
- 东京、爱啦、恋啦（2021年12月29日、東京電視台） - 正木優子
- DCU（2022年1月16日 - 3月20日，TBS） - 神田瑠璃
- 劇本藝人（2022年6月22日 - 24日，富士電視台） -
- 石子與羽男：這種事能告嗎？ 第4話（2022年8月5日，TBS） - 堂前繪實
- 澤子～這是無盡的複仇～（2022年10月2日 - 12月4日，BS-TBS）- 主演・深井澤子
- 東京貧困女子。 ～曾以為貧窮是他人的事～（2023年11月17日 - 12月22日，WOWOW） - 主演・雁矢摩子
- Monster（2024年10月14日 - 12月23日，關西電視台・富士電視台） - 主演・神波亮子

### 電影
- Signal～星期一的Lukas（2012年6月9日，ショウゲート）  - 神崎杏奈
- 東京無印女子物語（2012年6月16日，ベストブレーン） -
- 香蕉，棒球手套和鲸鲨（2013年2月2日，アイエス・フィールド） -
- ただいま，ジャクリーン（2013年3月9日，映画美学校） - 恵美
- 如童话一般（2013年，寝具劇団） - 主演・[10]
- ジョフクの恋（2013年） - 主演・本宮弓月[11]
- 上京物语（2013年8月24日，ファントム・フィルム）
- 恋爱附属物「恋爱附属物」（2014年4月12日，東京藝術大学大学院映像研究科）
- 听水的声音（2014年8月30日，シネマ☆インパクト） - 坂井美奈
- 东京之日（2015年10月31日） - 主演・[12]
- 秋天的理由（2016年10月29日） - [13][14]
- 母亲：小林多喜二的母亲（2017年2月25日） -
- 她的人生没有错（2017年7月15日）
- 过失争夺战（2017年10月28日，マウンテンゲートプロダクション） - 主演・君島理沙
- 被愛妄想症（日语：勝手にふるえてろ#映画）（2017年12月23日，ファントム・フィルム） - 金髪店員
- 只有爱能让我生存（2018年11月9日，クロックワークス） - 主演・寧子
- 空白（2021年9月23日） - 今井若菜
- ×××HOLiC（2022年4月29日，松竹、Asmik Ace） - 美咲
- 流浪的月（2022年5月13日、GAGA） - 安西佳菜子
- 去往更高处。（2022年10月14日、ハピネットファントム・スタジオ） - 櫻井鈴
- 零落（2023年3月17日、日活 / ハピネットファントム・スタジオ） -
- 愛にイナズマ（2023年10月27日、東京テアトル） - 携帯ショップの女
- 火影（2023年11月25日、新日本映画社） - 主演

### 舞臺劇
- 「HIKOBAE」（2012年3月11日、米ニューヨーク・Alvin Ailey American Dance Theater / 3月20日，天王洲銀河劇場 / 3月31日，福島県相馬市・はまなす館）[15]
- 「黄色い叫び」（2012年5月2日-6日，下北沢Geki地下Liberty）
- 劇団扉座 第51回公演「端敵★天下茶屋」（2012年10月13日、14日，厚木市文化会館 / 10月17日 - 28日，座・高円寺 / 11月2日、3日，黒崎ひびしんホール）
- 第7回直也の会「舞姫」（2013年2月13日 - 17日，笹塚ファクトリー）
- 「HIKOBAE2013」（2013年3月23日 - 4月2日）
- 「不道徳教室」（2013年5月29日 - 6月4日，KAAT神奈川芸術劇場 / 6月8日 - 23日，シアタートラム）
- Reach vol.17「The Seven Lucky Guys 2」（2013年9月25日、26日，東京藝術劇場）
- オーストラ・マコンドー
  - 「さらば箱舟」（2014年2月6日 - 16日，吉祥寺シアター）
  - 「カズオ」「斜めから見ても真っ直ぐ見てもなんだかんか嫌いじゃないもの」（2014年8月7日 - 17日，渋谷ギャラリー・ルデコ4）
  - 小津安二郎に捧ぐ「家族」（2015年3月5日 - 15日，吉祥寺シアター）
- SPACE POND #3「ザ・フルーツ」（2014年4月2日 - 9日，下北沢駅前劇場）
- 空想組曲番外公演「無意味な花園」（2014年9月2日 - 9日，サンモールスタジオ）
- 「ジュリエット通り」（2014年10月8日 - 31日，シアターコクーン）
- リーディング&プレイ「トレモスのパン屋」（2015年2月28日、きららホール）
- 地人会新社公演「クライムス オブ ザ ハート」（2015年4月9日 - 19日，赤坂RED/THEATER）
- 「大逆走」（2015年10月9日 - 25日、シアターコクーン　/　10月29日 - 11月1日，森ノ宮ピロティホール）
- ねもしゅーのおとぎ話「ファンファーレサーカス」（2016年2月11日 - 14日，新宿FACE）
- アルカディア（2016年4月6日 - 30日，Bunkamura） - トマシナ[16]
- メトロポリス（2016年11月7日 - 30日、Bumkamuraシアターコクーン） - カムロ[17]
- 陥没（2017年2月4日 - 26日、 Bunkamuraシアターコクーン / 3月3日 - 6日、森ノ宮ピロティホール） - 道下ユカリ
- 黒塚家の娘（2017年5月12日 - 6月11日，シアタートラム） - 黒塚華南
- ペール・ギュント（2017年12月6日 - 24日，世田谷パブリックシアター） - ソールヴェイ
- マクガワン・トリロジー（2018年6月29日 - 7月1日，穂の国とよはし芸術劇場PLAT / 7月4日 - 8日，兵庫県立芸術文化センター阪急中ホール / 7月13日 - 29日，世田谷パブリックシアター）

## MV
- おとぎ話《COSMOS》（2014年11月14日）
- Heavenstamp《愛を込めて、ウェンディ》（2017年3月16日）

## 廣告代言
- 小田急電鐵「世界に一つの日々と 〜3人の日々編」（2016年 - ）
- mixi Find Job! 「先進途上人」篇（2018年1月9日 - ）
- ダスキン クリーン・ケア 「くらしのリズムを整えよう」（2018年3月25日 - ）

## 獎項
- 2013年 MOOSIC LAB最優秀女優賞（《おとぎ話みたい》）
- 2018年 CONFiDENCE日劇大獎最佳新人獎（《黑色止血鉗》）
- 2019年 第42屆日本電影學院獎新人獎（《生きてるだけで、愛。》）
- 2023年 第97屆電影旬報十佳獎最佳女主角（《ほかげ》）
- 2024年 第119屆日劇學院賞最佳女主角（《布基烏基 》）

## 外部連結
- 官方網站 （页面存档备份，存于）
- 趣里的X（前Twitter）
- 趣里&經紀人的X（前Twitter）